# Вікторин Вербицький
Вікторин Вербицький гербу Радван (пол. Wiktoryn Wierzbicki; 1520 — 10 лютого 1587, Ґрудек (Городок)) — римо-католицький релігійний діяч. Єпископ жемайтський (1565—1567) і луцький (1567—1587). Перший єпископ луцький — сенатор в Сенаті Речі Посполитої.

## Життєпис
Русин (українець) за походженням — за твердженням україномовних джерел. Польськомовне джерело стверджує, що походив з польської лицарської родини, яка осіла у Великому князівстві Литовському. Був сином шляхтича Єжи і племінником Вацлава Вербицького, секретаря короля Сигізмунда I Старого і єпископа жемайтського.
Навчався в університеті Падуї в Італії, однак не отримав там жодного вченого ступеня. Потім був парохом і каноніком в Відуклях на Жмуді, пізніше каноніком катедральним віленським, де в 1561 році був прокуратором, згодом архідияконом луцьким і жемайтським.
Наприкінці 1564 отримав від короля Сигізмунда II Августа номінацію на єпископа жемайтського, а 8 червня 1565 підтвердження Папи Римського Пія IV на цей уряд. Керував єпархією два роки, зарекомендувавши себе високоосвіченою особою (папський нунцій Джованні Франческо Коммендоне описував його як найвченішого на Литві).
На початку 1567 року призначений луцьким єпископом, апостольську згоду на уряд отримав 22 серпня 1567. У документі щодо переведення єпископа Вербицького зі Жмуді до Луцька зазначено, що його нова єпископська столиця є suffraganea metropolitanae ecclesiae Gnesnensi (суфраганією ґнєзненської митрополії, що свідчило, що вже тоді вважалось, що луцький єпископ не був підлеглим латинському львівському митрополиту. 1569 підписався під актом люблінської унії, наслідком якої була інкорпорація до Корони Польської земель Підляшшя (5 березня 1569), Волині (26 травня 1569) та Київського князівства (5 червня 1569), які до цього входили до Великого князівства Литовського. Таким чином терени луцької дієцезії опинились в межах Корони, а сам єпископ отримав місце в Коронній Раді як сенатор Польщі.
1580 очолив дієцезіальний синод.
Відомий, зокрема, тим, що написав листа до короля Сигізмунда II Августа не латиною, а рідною мовою.
Вікторин Вербицький помер 10 лютого 1587 року в Городку над Бугом, похований у підземеллях базиліки Святої Трійці в Янові Підляському.